# Fuad Hamdan
Fuad Hamdan (geb. 28. Dezember 1951 im Flüchtlingslager Qalandia in der West Bank bei Jerusalem) ist ein medienpräsenter Palästina-Aktivist.

## Leben
Fuad Hamdan lebt seit 1969 in Deutschland. Seit 1993 ist er Geschäftsführer des Dritte Welt Zentrums (ehemals Dritte-Welt-Café), eines Gründungsmitglieds des Trägerkreises EineWeltHaus München e.V. und Kooperationspartner der InitiativGruppe München, Interkulturelle Begegnung und Bildung e.V. mit Sitz im Eine-Welt-Haus in München. 1986 war er Mitgründer der deutschen Jüdisch-Palästinensischen Dialoggruppe. Den Angaben des Netzwerkes Attac zufolge leitete er zahlreiche Bildungsreisen in den Nahen Osten, ist Mediator, war zehn Jahre aktiv bei Amnesty International und arbeitete an zahlreichen Fernsehdokumentationen über den Palästinakonflikt mit.
Der deutschen Politikerin und Aktivistin Jutta Ditfurth zufolge stütze sich der „BDS-Aktivist Fuad Hamdan“ auf Ilan Pappé, rede von „ethnischer Säuberung Palästinas“ und verlange das „Rückkehrrecht“.
In einer Diskussion im Club Voltaire Frankfurt im Herbst 2021 bezeichnete Fuad Hamdan die palästinensische sunnitisch-islamistische Organisation Hamas als „alles andere als terroristisch“. Auf Nachfrage von Richard Ullmer betonte er dann, er habe keine Sympathie für die Hamas und möchte nicht unter einer Hamas-Regierung leben. Er sprach von einer Hamas-Diktatur in Gaza und einer Fatah-Diktatur in der Westbank und wiederholte dann, die Hamas sei „eine Befreiungsbewegung und keine terroristische Gruppe“. In der Veranstaltung im Club Voltaire Frankfurt wurde auch der inzwischen gerichtlich geklärte Verhinderungsversuch von BDS-Veranstaltungen durch die Stadt München angesprochen, wobei die Stadt verhindern wollte, dass in städtischen Räumen BDS auch nur diskutiert werde.
In einer der Jüdischen Allgemeinen vorliegenden Mail behauptet Fuad Hamdan „eine ‚ethnische Säuberung der palästinensischen Bevölkerung‘ durch Israel und wirft den Antragsstellern ‚Diffamierung von Volksgruppen‘ vor: ‚Mit Ihrem Antrag machen Sie München erneut zur Hauptstadt einer Bewegung.‘ Auf seinem öffentlichen Facebook-Profil bezeichnet Hamdan Israel auch schon mal als ‚Herrenmenschenvolk‘.“
Einem Kommentar des Internetportals israelnetz.com zufolge vertrete Hamdan die „Einstaatenlösung“ und die „Rückkehr der palästinensischen Flüchtlinge“, wobei dieser Revisionismus auf keine Kritik stoße.
Fuad Hamdan eröffnete unter anderem die Ausstellung „75 Jahre Staat Israel – 75 Jahre Vertreibung der Palästinenser – Die Nakba“ in der katholischen Pfarrkirche Leiden Christi in München Obermenzing.